# Arsiero
Albettone és un municipi italià de 3.388 habitants de la província de Vicenza (regió del Vèneto).